# Katona Ferenc (rendező)
Katona Ferenc, születési nevén Kämpfner Ferenc Pál (Budapest, 1925. október 19. – Budapest, 1989. június 21.) Jászai Mari-díjas magyar színházi rendező, színigazgató, színházelméleti író, dramaturg.

## Életpályája
Kämpfner Aladár (1887–1928) magántisztviselő és Somló Berta (1891–1972) fiaként született. A Pesti Izraelita Hitközség Gimnáziumában érettségizett, majd Hont Ferencnél tanult magánúton. 1945–1949 között a Színház- és Filmművészeti Főiskola színházrendező szakán végzett. Diplomaszerzése után különböző színházakban rendezett. 1955–1962 között a Pécsi Nemzeti Színház igazgatója volt. Itt megszervezte az intézmény operatagozatát, valamint közreműködött a Pécsi Balett elindításában. 1962–1964 között a budapesti Petőfi Színház igazgatója volt. A színház bezárása után a Népszabadság kritikusaként dolgozott. 1965–1976 között a Színháztudományi Intézet osztályvezetője volt. 1975–1982 között a Budapesti Szabadtéri Színpadok igazgatója volt. Nyugdíjba vonulásáig a filmgyár dramaturgjaként is tevékenykedett.
1949. április 16-án Szegeden feleségül vette Deutsch Rózsa balett-táncosnőt, Deutsch Gyula és Spitzer Margit lányát.

## Főbb rendezései
- Csokonai Vitéz Mihály: Cultura
- Madách Imre: Az ember tragédiája
- Gosztonyi János: Az ötödik parancsolat
- Arbuzov: Irkutszki történet
- Bizet: Carmen
- Euripidész: Médeia
- Breffort–Monnot: Irma, te édes

## Könyvei
- A Thália története, 1904–1908 (Dénes Tiborral, 1954)
- Szabálytalan színháztörténet, I–II. (1967–1969)
- A színjáték. Vázlatok egy művészet természetrajzához; Gondolat, Budapest, 1976
- Miskolci Nemzeti Színház, 1823–1973 (szerk., 1973)
- A Globusztól a Rondelláig. A magyar színészet kezdetei; Múzsák, Budapest, 1990

## Díjai, elismerései
- Jászai Mari-díj (1959)